# مادیرا بیچ (فلوریدا)
ساحل مادیرا (به انگلیسی: Madeira Beach) شهری در شهرستان پاینلاس ایالت فلوریدا است که در سال ۱۹۴۷ بنیان‌گذاری شده‌است. این شهر طبق سرشماری سال ۲۰۱۰ میلادی، ۴٬۲۶۳ نفر جمعیت داشته و مساحت آن نیز ۸٫۵ کیلومتر مربع است.